# Københavnerbilleder
Københavnerbilleder er en dokumentarfilm fra 1907 optaget af Peter Elfelt. Filmen viser forskellige gadebilleder i Indre By og Østerbro i København.

## Handling
Filmen indledes med optagelser fra Gammel Strand med mange skibe ved kaj i Slotsholmskanalen. Herefter vises Højbro og Amagertorv med Storkespringvandet og hesteomnibusser. Christiansborgs ruiner anes i baggrunden. Derefter ses Kastelsgraven og Grønningen, hvor to kvinder spadserer med et barn. Desuden anes Nyboder. Østerport Station vises med mange opstillede gods- og personvogne. Sporvogne på linje 1 og 6 ses foran stationen og på Østerbrogade ved Søerne, som der også ses glimt af. Herefter optagelser på og omkring Trianglen med flere sporvogne ind og ud ad Østerbrogade og butiksfacader fra Chr. Fratz, Detailhandlerbankens Østerbroafdeling og biografen Biorama. Bygningen med Hviids Vinstue på Kongens Nytorv ses kort. Derefter følger optagelser af Christianshavn med Christians Kirke set fra Slotsholmen samt den daværende Knippelsbro, der går op for at lade et sejlskib passere. Der vendes tilbage til Kongens Nytorv med en hestevogn med skiltet Toiletskabe Comp. Vesterbroe 268.
Herefter går filmen over til at vise byen dækket af sne. Der ryddes sne på en gade, hvor en sporvogn på linje 2 passerer. Passagerer venter ved et sporvognsstoppested ved Københavns anden banegård. Der ses hestevogne, en hestetrukken slæde med hunde, der løber efter, og et par, der trækker en slæde. Sne falder ned fra taget på Central Hotel ved Vesterbrogade, en toetages sporvogn passerer, og en del tilskuere ser efter kameraet. Herefter ses havnen med omlæsning fra skibe til godsvogne på havnebane og is på vandet. Filmen slutter med det snedækkede Gefionspringvandet.

## Baggrund
Filmen viser primært gadebilleder fra Indre By og Østerbro med forskellige mere eller mindre kendte steder. Det er ikke en decideret turistfilm for København men mere en gengivelse af byen, som den var på det tidspunkt.
Flere af de ting der vises var nye eller forholdsvis nye, da filmen blev optaget. Gaden Grønningen var for eksempel blevet omlagt et par år før og området mellem den og Store Kongensgade var nu ved at blive bebygget. Biografen Biorama, det senere Triangel Teatret, var tilsvarende åbnet i 1905. De elektriske sporvogne, der ses flere af, var indført af De kjøbenhavnske Sporveje (DKS) i 1901-1902. Den toetages sporvogn tilhørte dog Frederiksberg Sporvejs- og Elektricitets Aktieselskab (FSEA), der var begyndt med elektrisk drift i 1899.
Andre ting forsvandt kort efter. Knippelsbro der vises i filmen blev således afløst af en ny med et andet udseende i 1908. 1908 blev også året, hvor Detailhandlerbanken trådte i likvidation, efter boligspekulation havde resulteret i en bankkrise. Ved optagelsen af Højbro Plads anes ruinen af det andet Christiansborg, der brændte i 1884. Først i 1906 gik man imidlertid i gang med at nedbryde ruinen til fordel for det nuværende slot, idet fundamentet og dele af ydermurene dog blev genbrugt. Københavns anden banegård, der ses i snescenerne, var i brug frem til 1911, hvor den nuværende Hovedbanegård blev indviet. Den fungerede efterfølgende som Palads Teatret fra 1912 til 1916, hvorefter den blev revet ned og erstattet af den nuværende biografbygning.
Værd at bemærke er også scenerne med hesteomnibusserne. På Højbro Plads ses således en på DKS's linje 12 ad Købmagergade, der var i drift indtil 1917. På Amagertorv ved Storkespringvandet ses FSEA's linje ad Strøget, der blev omstillet til drift med motorbusser i 1913.
Fremme i nutiden bemærkes at mange af de viste bygninger i Indre By og Østerbro stadig står, mens andre steder er blevet forvandlet til noget nær uigenkendelighed. Det gælder ikke mindst kvarteret omkring banegården og Vesterbrogade, hvor for eksempel den i filmen viste Central Hotel blev erstattet af Richshuset i 1936. Tilsvarende gælder for den viste del af Christianshavn, hvor bygninger som Nordeas danske hovedsæde nu udfylder en stor del af pladsen.

## Galleri
- Højbro Plads.
- Godsvogne ved Østerport Station.
- Sporvogn på Østerbrogade ved Søerne.
- Detailhandlerbanken.
- Christianshavn med Christianskirken.
- Filmen afsluttes med Gefionspringvandet.